# غراهام إي. فاولر
غراهام إي. فاولر (بالإنجليزية: Graham Fuller)‏ هو مؤلف أمريكي، ولد في 28 نوفمبر 1937.